# نمک کروگمن
نمک کروگمن (به انگلیسی: Krogmann's salt) با فرمول شیمیایی K۲Pt(CN)۴Br۰٫۳ یک ترکیب شیمیایی است. که جرم مولی آن ۴۰۱٫۳۲۲۷ g/mol می‌باشد. شکل ظاهری این ترکیب، بلورهای جامد است.